# Venceslao (Zeno)
Venceslao ist ein Libretto zu einer Opera seria in fünf Akten von Apostolo Zeno nach Jean Rotrous Venceslas. Erstmals aufgeführt wurde es in der Vertonung von Carlo Francesco Pollarolo am 7. Februar 1703 im Teatro San Giovanni Crisostomo in Venedig. Insgesamt sind ungefähr 20 Vertonungen und mehrere Pasticcio-Fassungen bekannt. Alternative Titel waren Vincislao, Il fratricida innocente oder La Lucinda fedele.

## Handlung

### Vorgeschichte
Die Handlung spielt in Krakau. Casimiro und Alessandro, die beiden Söhne des polnischen Königs Venceslao, lieben Prinzessin Erenice. Diese erwidert die Liebe des sanften Alessandro, verabscheut aber den rücksichtslosen Casimiro. Alessandros Freund, General Ernando, unterstützt dessen Beziehung zu Erenice, obwohl er sie insgeheim selbst liebt. Sie haben Casimiro glauben lassen, dass nicht Alessandro, sondern Ernando sein Rivale bei ihr sei. Einige Zeit zuvor hat Casimiro der litauischen Königin Lucinda die Ehe versprochen, sie dann aber verlassen. Lucinda reist als Mann verkleidet nach Krakau, um ihn zurückzugewinnen.

### Kurzfassung
Erster Akt. Nach einem Sieg über moldawische Rebellen darf sich General Ernando eine Belohnung wählen. Er will nicht für sich selbst, sondern für seinen Freund Alessandro um die Hand Erenices bitten. Der eifersüchtige Casimiro verhindert dies jedoch und wird dafür von seinem Vater ermahnt. Die als „Lucindo“ verkleidete Lucinda konfrontiert Casimiro mit seinem einstigen Liebesversprechen. Casimiro leugnet alles. Um seine Eifersucht ins Leere laufen zu lassen, rät Ernando Alessandro und Erenice zur sofortigen Heirat. Casimiro setzt seinen vermeintlichen Rivalen Ernando unter Druck. Erenice weist seinen Antrag entschieden zurück. Casimiros Vertrauter Gismondo will Lucinda helfen.
Zweiter Akt. Während der Siegesfeier zu Ehren Ernandos präsentiert „Lucindo“ Venceslao das schriftliche Eheversprechen seines Sohnes. Casimiro kann nicht länger leugnen, zerreißt aber das Dokument. „Lucindo“ fordert ihn zum Duell. Casimiro erhält eine weitere Abfuhr von Erenice und erfährt kurz darauf, dass sie einen anderen heiraten wolle. Er dürstet nach Rache.
Dritter Akt. Vor dem Duell reden Venceslao und die „Lucindo“ Casimiro noch einmal vergeblich ins Gewissen. Als er angreift, gibt sich Lucinda zu erkennen. Der Kampf fällt aus. Casimiro wirft das Schwert nach Lucinda, erklärt sich zum Sieger und behauptet, Lucinda sei eine Lügnerin. In der folgenden Nacht suchen Gismondo und Venceslao besorgt nach Casimiro. Als dieser eintrifft, gesteht er, Ernando getötet zu haben. Wenig später stellt sich heraus, dass der Tote nicht Ernando ist, sondern Alessandro. Casimiro hat unwissentlich seinen eigenen Bruder ermordet. Venceslao lässt ihn in den Kerker werfen und gerät in einen Gewissenskonflikt: Er will nicht auch seinen letzten Sohn verlieren, fühlt sich aber dem Gesetz verpflichtet. Lucinda bietet an, Casimiro schnellstmöglich zu heiraten, damit er als König Litauens Immunität erhalte. Das verletzt Venceslaos Rechtsempfinden, doch nur so ist Lucindas Ehre zu retten.
Vierter Akt. Erenice und Ernando schließen sich zusammen, um Alessandro zu rächen. Der reuige Casimiro ist jetzt bereit, Lucinda zu heiraten. Venceslao vollzieht die Trauungszeremonie. Lucindas Ehre ist wiederhergestellt. Unmittelbar danach verkündet Venceslao seinem Sohn das Todesurteil. Er soll noch am selben Tag sterben.
Fünfter Akt. Als sie feststellen, dass Casimiro noch immer großen Rückhalt im Volk hat, geben Erenice und Ernando ihre Rache auf. Venceslao bestätigt noch einmal das Todesurteil, bittet aber Erenice um die endgültige Entscheidung. Sie und Ernando bitten um Gnade für Casimiro. Da berichtet Gismondo von einem Volksaufstand, dem sich auch das Militär und der Senat angeschlossen haben. Sie alle fordern die Schonung des Thronfolgers Casimiro. Daraufhin verkündet Venceslao seinen Rücktritt als König und ernennt Casimiro zu seinem Nachfolger. Als neuer Herrscher könne Casimiro sich selbst freisprechen. Nach der Krönung versichert Casimiro, dass er die Gesetze achten wolle. Er führt Erenice und Ernando zusammen und besteigt mit Lucinda den Thron.

### Argomento
“Venceslao, re di Polonia, ebbe due figliuoli, Casimiro e Alessandro, il primo di genio altiero, feroce e lascivo, il secondo di temperamento dolce e moderato. Tutti e due s’invaghirono di Erenice, principessa del sangue, discendente dagli antichi re di Polonia, ma con intenzione molto diversa. Casimiro l’amò per goderla, Alessandro per isposarla. Quegli non ebbe riguardo di render pubblico a tutta la corte il suo amore; e questi, conosciuto il genio violento di suo fratello, ad ogn’altro nascose il suo, fuorché all’amata Erenice e all’amico Ernando, generale e favorito del re; anzi perché temeva della ferocia di Casimiro, pregò l’amico a fignersi appassionato per Erenice, affinché col di lui mezzo potesse più sicuramente parlare della sua passione alla principessa. Tanto fece per impegno di amicizia Ernando, quantunque poscia gli costasse caro l’impegno per l’amore che in lui si accese verso alla stessa Erenice. Riuscì la cosa di tal maniera che Casimiro credé che gli fosse rival nell’amore il generale, non il fratello; e da questa sua ingannevol credenza nasce l’intreccio principale del drama. La morte di Alessandro seguita per man del fratello, l’accusa di Erenice, la condanna e la coronazione di Casimiro nella forma che si rappresentano sono azioni tratte dalla stessa fonte, da cui ne trassi il suggetto. Gli amori di Casimiro con Lucinda, granduchessa di Lituania (grado che per degni riguardi mi è convenuto mutare in quel di regina) sono di mera invenzione.”

„Venceslao, König von Polen, hatte zwei Söhne, Casimiro und Alessandro, der erste von hochmütigem, wildem und wollüstigem Geist, der zweite von weichem und gemäßigtem Charakter. Alle beide verliebten sich in Erenice, gebürtige Prinzessin und Nachfahrin der alten Könige Polens, aber mit sehr unterschiedlichen Absichten. Casimiro liebte sie, um sie zu genießen, Alessandro liebte sie, um sie zu heiraten. Jener zögerte nicht, seine Liebe zu ihr dem ganzen Hof zu offenbaren; und dieser, da er den gewalttätigen Charakter seines Bruders kannte, verbarg seine eigenen Gefühle vor allen außer seiner geliebten Erenice und seinem Freund Ernando, dem General und Günstling des Königs; weil er Casimiros Zorn fürchtete, bat er sogar seinen Freund, selbst Gefühle für Erenice vorzutäuschen, damit er durch ihn sicherer über seine Leidenschaft für die Prinzessin sprechen könne. Ernando tat dies aus Verpflichtung zur Freundschaft, obwohl ihm sein Einsatz später viel kostete, wegen der Liebe, die in ihm selbst zu Erenice entbrannt war. Es gelang ihm so gut, dass Casimiro glaubte, dass der General, nicht sein Bruder, sein Rivale in der Liebe war; und aus diesem irrigen Glauben ist die Haupthandlung des Dramas geboren. Der Tod Alessandros durch die Hand des Bruders, die Anschuldigung Erenices, die Verurteilung und die Krönung Casimiros in der dargestellten Form sind derselben Quelle entnommen, aus der ich das Thema zog. Casimiros Liebesaffäre mit Lucinda, Großfürstin von Litauen (einen Rang, den ich aus gegebenen Gründen in den einer Königin geändert habe), sind reine Erfindung.“

### Erster Akt
Königlicher Platz in Krakau mit Triumphbögen und einem Nebenfluss der Weichsel; an der Seite eine Treppe zum Königspalast
Szene 1. Eine triumphale Bühnenmaschine nähert sich auf dem Fluss. General Ernando entsteigt ihr unter dem Klang militärischer Instrumente, gefolgt von der polnischen Armee mit vielen gefesselten Sklaven und dem auf einen Stab aufgespießten Schädel des Adrasto, des vormaligen Anführers der moldawischen Rebellen (Arie Ernando: „Abbiam vinto; amico regno“). König Venceslao und seine Söhne Casimiro und Alessandro kommen ihn vom Palast entgegen und beglückwünschen ihn für den großen Sieg. Die Freude Casimiros ist allerdings nur vorgetäuscht, da er in ihm insgeheim einen Rivalen sieht. Venceslao gewährt Ernando eine frei wählbare Belohnung. Aus Freundschaft zu Alessandro will Ernando darum bitten, dass dieser seine geliebte Erenice heiraten darf. Er wird jedoch von dem eifersüchtigen Casimiro mit rüden Worten unterbrochen. Ernando verspricht, über Liebesdinge zu schweigen (Arie Ernando: „Se ti offendo, tacerò“), und geht ab.
Szene 2. Venceslao bittet Alessandro, dem General zu folgen und ihm seine Gunst zu versichern. Casimiro ergänzt, dass er ihn auch seinen Unmut spüren lassen solle.
Szene 3. Venceslao warnt Casimiro, dass sein Hochmut zu einem ernsten Zerwürfnis zwischen ihnen beiden führen könnte. Auch Könige sollten sich an die Gesetze halten und ihren Untertanen ein gutes Beispiel vorleben (Arie Venceslao: „Se vuoi dar leggi al mondo“).
Szene 4. Der Hauptmann Gismondo, ein Vertrauter Casimiros, informiert diesen über die Ankunft der als Mann verkleideten litauischen Königin Lucinda. Ihr hatte Casimiro einst die Ehe versprochen, sie aber wegen seiner Liebe zu Erenice verlassen.
Szene 5. Lucinda will Casimiro um jeden Preis zurückgewinnen (Arie Lucinda: „Torna al lido la navicella“). Der tut so, als würde er sie nicht erkennen. Sie wiederum gibt sich als Lucindas Diener Lucindo aus und erinnert ihn an sein Eheversprechen. Casimiro streitet alles ab (Arie Casimiro: „Ti consiglio a far ritorno“).
Szene 6. Jetzt wendet sich Lucinda an Gismondo. Der gibt zu, sie erkannt zu haben, und rät ihr, ihr Vorhaben aufzugeben.
Szene 7. Lucinda ist verzweifelt (Arie Lucinda: „Aveva l’idol mio“).
Atrium mit Brunnen bei Erenices Gemächern
Szene 8. Ernando versichert Erenice und Alessandro, das er alles tun wolle, um sie beide glücklich zu sehen. Da Casimiros Hass auf ihn jedoch inzwischen so groß wurde, rät er ihnen (trotz seiner eigenen Gefühle für Erenice), noch diese Nacht zu heiraten, um ihn vor vollendete Tatsachen zu stellen. Alessandro will diesem Rat gerne folgen (Arie Alessandro: „Col piacer che siate miei“).
Szene 9. Erenice dankt Ernando für seinen Einsatz. Auf ihre Frage, weshalb er so bekümmert schaue, verweigert Ernando die Antwort (Arie Ernando: „Bocca bella, del mio duolo“).
Szene 10. Casimiro verbietet Ernando den Umgang mit Erenice und droht ihm mit seinem Schwert, obwohl Ernando versichert, dass er nicht sein Rivale sei.
Szene 11. Erenice erklärt Casimiro, dass sie ihn nicht lieben könne (Arie Erenice: „Non amarmi, non pregarmi“).
Szene 12. Gismondo erinnert Casimiro an sein Verhalten Lucinda gegenüber. Davon will Casimiro nichts hören (Arie Casimiro: „Beltà, che più non piace“).
Szene 13. Gismondo zeigt Mitgefühl für Lucinda (Arie Gismondo: „Minor pena di un’alma fedele“).

### Zweiter Akt
Amphitheater für Vorstellungen
Szene 1. In Gegenwart des Königs, seiner Söhne und der Offiziere feiert das Volk den wiedergefundenen Frieden (Chor: „Comun bene, amica diva“). Venceslao, Alessandro und Casimiro rühmen Ernandos Sieg über die Aufständischen („Più non vien tromba nociva“).
Szene 2. Noch immer als ihr eigener Bote verkleidet, bittet Lucinda Venceslao um eine Unterredung. Venceslao verspricht, sie nach Ende der Veranstaltung anzuhören. Auf der Bühne erscheint die Allegorie des Friedens („Pace“) über einem Berg, aus dem die Zwietracht („Discordia“) auf einem furchterregenden Drachen heraustritt. Der Frieden verheißt den Anwesenden Glück (Arie Pace: „Care spiagge, amato regno“). Die Zwietracht widerspricht ihm. Es kommt zu einer Schlacht (Ballett) zwischen dem Frieden und der Zwietracht, aus deren Bauch mehrere Ungeheuer schlüpfen, die allesamt vom Frieden vernichtet werden. Anschließend ziehen sich Alessandro, Ernando und Gismondo zurück.
Szene 3. In Gegenwart Casimiros präsentiert Lucinda Venceslao dessen schriftliches Eheversprechen. Da Venceslao die Handschrift erkennt, kann Casimiro es nicht leugnen. Er zerreißt das Dokument, woraufhin ihn Lucinda zum Duell herausfordert. An ihrer Stelle soll ein litauischer Krieger antreten (Arie Lucinda: „Sapesti lusinghiero“).
Szene 4. Venceslao warnt seinen Sohn vor dem Zorn des Himmels (Arie Venceslao: „Armi ha ’l ciel per gastigar“).
Szene 5. Casimiro kann seine Gefühle für Erenice nicht bezwingen (Arie Casimiro: „Vo gustando più veri piaceri“):
Loggien
Szene 6. Ernesto leidet darunter, dass er seine eigenen Wünsche für Alessandro aufgegeben hat (Arie Ernando: „Mio cor piagato“).
Szene 7. Als Erenice sich bei Ernesto für seine Hilfe bedanken will, verabschiedet er sich traurig von ihr und gesteht ihr zurückhaltend seine eigene Liebe (Arie Ernando: „Parto amante e parto amico“).
Szene 8. Casimiro weist Erenice auf seinen Anspruch als Erbe des polnischen Throns hin und verspricht ihr, sie zur Königin zu machen, wenn sie seinem Drängen nachgibt. Sie bleibt jedoch standhaft (Arie Erenice: „Non credo a quel core“).
Szene 9. Gismondo teilt Casimiro mit, dass Erenices Heirat unmittelbar bevorstehe, ohne jedoch den Namen des Bräutigams zu nennen. Casimiro rast vor Wut (Arie Casimiro: „D’ire armato il braccio forte“).
Szene 10. Gismondos Hoffnung, dass Casimiros Gefühle für Erenice durch diese Nachricht verfliegen würden, hat sich nicht erfüllt (Arie Gismondo: „Dovea di amor geloso“).

### Dritter Akt
Umzäunter Platz
Szene 1. Vor dem Duell fleht die noch immer verkleidete Lucinda die Götter um Beistand an.
Szene 2. Venceslao trifft mit seinem Gefolge ein. Er verspricht, unparteiisch zu bleiben. Seine Sorge gelte nicht dem Leben seines Sohnes, sondern dessen Unschuld.
Szene 3. Jetzt erscheinen auch Casimiro und seine Anhänger. Venceslao redet ihm noch einmal ins Gewissen (Arie Venceslao: „S’errasti, o figlio“).
Szene 4. Nach einem letzten vergeblichen Versuch Lucindas, Casimiro zur Umkehr zu bewegen (Arie Lucinda: „Cara parte di quest’alma“), greift dieser an. Da gibt sich Lucinda zu erkennen. Casimiro ist verwirrt. Er versucht, den Kampf aufzuschieben. Da Lucinda fest entschlossen ist, bis zum Ende zu kämpfen, wirft er das Schwert nach ihr und erklärt sich zum Sieger. Seinem Vater gegenüber behauptet Casimiro, es handle sich um eine Betrügerin. Königliche Damen würden sich nicht verkleiden oder kämpfen.
Szene 5. Venceslao ist zwar irritiert über Lucindas Verkleidung, verspricht ihr aber seine Unterstützung (Arie Venceslao: „Nel seren di quel sembiante“).
Szene 6. Lucinda gibt die Hoffnung nicht auf (Arie Lucinda: „Più fedele e più amoroso“).
Nacht. Casimiros Raum mit einem kleinen Tisch
Szene 7. Gismondo und Venceslao suchen nach Casimiro. Sie fürchten, er könnte in seinem Zorn unüberlegt handeln.
Szene 8. Endlich trifft Casimiro ein, in der Hand sein blutiges Schwert. Er hat seine Rache ausgeführt, verspürt aber keine Erleichterung (Arie Casimiro: „Dolci brame di vendetta“). Als er seinen Vater bemerkt, gesteht er, seinen Rivalen Ernando getötet zu haben.
Szene 9. Da erscheint der vermeintlich Tote persönlich im Zimmer. Die Verwirrung ist komplett.
Szene 10. Erenice kommt völlig aufgelöst herein und fordert Rache. Unter Tränen berichtet sie, dass Alessandro ermordet wurde. Sie lässt sich von Venceslao versichern, dass er den Mörder strafen werde, und zeigt dann auf Casimiro. Im Glauben, es handle sich bei Erenices Geliebtem um Ernando, wurde er zum Brudermörder. Erenice erinnert Venceslao an sein Versprechen (Arie Erenice: „Ricordati che padre“).
Szene 11. Venceslao befiehlt Gismondo, Casimiro in den Kerker zu bringen und dort zu bewachen. Casimiro hat schwere Schuldgefühle (Arie Casimiro: „Da te parto e parto afflitto“).
Szene 12. Venceslao glaubt, er habe mit einem Schlag beide Söhne verloren. Ernando versichert ihm zwar, dass er als König das Recht habe, Casimiro zu begnadigen, doch Venceslao fühlt sich dem Gesetz verpflichtet.
Szene 13. Lucinda versucht, Casimiro zu retten. Wenn er sie heiraten würde, wäre er König von Litauen und somit unangreifbar. Venceslao entgegnet, dass Casimiro zum Zeitpunkt der Tat noch nicht König war, sondern sein Untertan und Sohn. Wenn er jedoch stürbe, bliebe Lucinda weiterhin entehrt. Daher müssen die beiden unverzüglich heiraten. Ernando soll Casimiro darüber informieren (Duett Venceslao/Lucinda: „Sì sì, godi, che ’l dolce tuo sposo“).
Szene 14. Auch Ernando steckt in einem Gewissenskonflikt. Er will Erenice und seinen Freund Alessandro rächen, doch das würde vor allem Venceslao treffen (Arie Ernando: „Speranze più liete, lontane da me“).

### Vierter Akt
Allee vor Erenices Gemächern; in der Mitte eine von polnischen Bildhauern, die den Tanz ausführen, gestaltete Begräbnisurne
Szene 1. Erenice trauert über Alessandro.
Szene 2. Ernando schwört vor der Urne seines Freundes, ihn zu rächen (Arie Ernando: „Lo sdegno e ’l brando“). Erenice ist froh über diesen Verbündeten, der ihr zudem seine Treue versichert (Arie Ernando: „Sarà gloria a la costanza“).
Gefängnisturm neben dem Königspalast
Szene 3. Casimiro hadert mit seinem Schicksal (Arie Casimiro: „Dure ritorte“) und seiner Schuld (Arie Casimiro: „Ombre squallide, furie di amor“).
Szene 4. Gismondo und Lucinda kommen in seine Zelle, und Lucinda lässt Casimiro die Fesseln lösen. Seine Strafe bestehe in der Liebe. Casimiro nimmt sie nun gern an (Duett Lucinda/Casimiro: „Andiamo. O gioia!“).
Königliche Hochzeitshalle
Szene 5. Venceslao und Gismondo warten auf das Brautpaar.
Szene 6. Als Lucinda und der reuige Casimiro eintreffen, überreicht Venceslao seinem Sohn einen Ring und vermählt die beiden. Lucinda erklärt, dass ihre Ehre wiederhergestellt sei. Damit ist die erste Pflicht erfüllt, und Casimiro kann seiner eigentlichen Strafe entgegengehen. Er soll noch am selben Tag hingerichtet werden.
Szene 7. Nach dieser Offenbarung Venceslaos fühlt sich Lucinda hintergangen. Sie will an Casimiros Seite sterben. Der bittet sie jedoch darum, weiterzuleben. Sie habe ein besseres Schicksal und einen besseren Ehemann verdient (Arie Casimiro: „Parto; non ho costanza“).
Szene 8. Lucinda wird von Gefühlen überwältigt (Arie Lucinda: „Vaneggia la spene“).

### Fünfter Akt
Galerie mit Statuen
Szene 1. Erenice und Ernando dürsten nach Rache. Sie stellen jedoch fest, dass das Volk Casimiros Leben bewahren will. Sie beschließen daher, die Rache aufzugeben und den König um Vergebung zu bitten (Arie Ernando: „Spunta su que’ begli occhi“).
Szene 2. Venceslao ist zutiefst betrübt (Arie Venceslao: „Taci, amor; cedi, natura“).
Szene 3. Casimiro wirft sich seinem Vater zu Füßen. Er führt zwar einige seiner Verdienste auf, erwartet aber keine Vergebung, da sein Verbrechen schwerer wiegt. Venceslao umarmt ihn ein letztes Mal, bevor er ihm das Todesurteil verkündet. Casimiro nimmt es gefasst hin (Arie Casimiro: „Vado costante a morte“).
Szene 4. In seinem Gewissenskonflikt bittet Venceslao Erenice um die endgültige Entscheidung. Diese erklärt, dass sie Casimiro vergeben könne. Der Gedanke an einen König, der seinen eigenen Sohn und Thronerben hinrichten lasse, ist ihr unerträglich. Venceslao will jedoch das Recht nicht missachten, um dem Volk kein schlechtes Beispiel zu geben.
Szene 5. Auch Ernando bittet Venceslao um Vergebung für Casimiro.
Szene 6. Gismondo berichtet von einem Aufstand. Angeleitet von Lucinda fordern das Militär, das Volk und der Senat, dass Casimiros Leben geschont werde. Er sei bereits aus dem Kerker befreit worden. Venceslao fasst einen Entschluss, um alle zufriedenzustellen und der Welt ein Beispiel für Gerechtigkeit und Gnade zu geben (Arie Venceslao: „L’arte, sì, del ben regnar“).
Szene 7. Erenice beruhigt sich damit, dass sie Casimiro nicht aus Feigheit, sondern für den Ruhm vergeben habe (Arie Erenice: „Può languir l’ira nel petto“).
Prachtvoller Ort mit Königsthron
Szene 8. Lucinda und das Volk fordern lautstark die Rettung von Casimiros Leben (Lucinda und Chor: „Viva e regni Casimiro“). Der von Schuldgefühlen geplagte Casimiro hingegen will gar keine Vergebung mehr. Er fordert Lucinda auf, Frieden zu suchen. Lucinda fühlt sich von ihm zurückgewiesen (Arie Lucinda: „Non mi dir di amarmi più“).
Szene 9 „ultima“. Casimiro legt sein Schwert vor seinem Vater nieder und bittet um Vergebung – nicht seinetwegen, sondern für das Volk. Er sei bereit, die Strafe hinzunehmen. Da verkündet Venceslao, dass er als König seinen Sohn für den Brudermord verurteilt habe. Da das Volk dieses Urteil nicht akzeptiere, spreche er nun als Vater. Er ruft Casimiro zu sich und nimmt sich die Krone vom Kopf, um sie seinem Sohn aufzusetzen. Er könne ihn nicht freisprechen, doch als Herrscher könne Casimiro das selbst tun. Casimiro verspricht, als König die Gesetze seines Vaters zu achten. Er vermählt Erenice mit Ernando und verspricht Lucinda sein Leben und sein Königreich, bevor er mit ihr den Thron besteigt. Alle wünschen ihm Glück im Leben und der Herrschaft (Chor: „Vivi e regna fortunato“). Die Oper endet mit Glückwünschen von Fortuna und den vier Elementen Luft, Feuer, Wasser und Erde.

## Gestaltung
Zenos Urfassung ist ein ernsthaftes Musikdrama mit geradliniger Handlung, die auf unnötigen Ballast verzichtet. Die Ballette sind in die Handlung integriert. In späteren Fassungen wurden diese Grundsätze aufgegeben. In Francesco Mancinis Vertonung beispielsweise wurden die Ballette herausgelöst und dienen als fantasievolle Intermezzi zwischen den Opernakten nur noch der Unterhaltung. Die Handlung selbst verlor an Bedeutung.

## Werkgeschichte

Deutsches Titelblatt des Librettos der Vertonung von Giuseppe Boniventi, Prag 1725

Apostolo Zenos Opernlibretto Venceslao basiert, wie im Vorwort des Librettos angegeben, auf dem französischen Theaterstück Venceslas von Jean Rotrous. Außerdem erwähnt Zeno Einflüsse von Corneille. Als Übersetzer nennt er einen „edlen und gelehrten Herrn“ („nobilissimo e dottissimo Cavaliere“), der aus Bescheidenheit nicht genannt werde. Vermutlich handelt es sich um Zeno selbst. Die Personen der Handlung sind erfunden. Gelegentlich wird als historische Vorlage für die Titelfigur der böhmische König Wenzel II. (1271–1305) genannt. Dessen Leben hat jedoch nichts mit der Handlung zu tun. Zeno selbst bezog sich nachträglich auf den von 1569 bis 1795 bestehenden Unionsstaat Polen-Litauen und die gegen Polen gerichteten Kämpfe der Kosaken, Schweden und Moskowiter im 17. Jahrhundert. Als historische Modelle für Venceslao und Casimiro könnten ihm Władysław IV. Wasa (1595–1648) und dessen Halbbruder Johann II. Kasimir (1609–1672) gedient haben.
Die Oper ist dem Marquis Filippo Rangoni gewidmet. Am 24. Februar 1703 schrieb Zeno an Lodovico Antonio Muratori in Modena, dass sie hervorragend aufgenommen wurde und Applaus erhielt, der ihren Wert überstieg. In einem Brief an Anton Francesco Marmi anlässlich der Folgeproduktion in Florenz fragte er sich, ob das dortige Publikum das Werk mögen würde.
Die Erstvertonung stammt von Carlo Francesco Pollarolo. Sie wurde erstmals am 7. Februar 1703 im Teatro San Giovanni Crisostomo in Venedig gespielt. Die Bühnenbilder stammten von Giuseppe Sartini und Tommaso Bezzi. Es sangen Giovanni Buzzoleni (Venceslao), Nicolò Grimaldi (Casimiro), Pietro Mozzi (Alessandro), Diamante Maria Scarabelli (Lucinda), Francesco De Grandis (Ernando), Caterina Azzolini „La Valentina“ (Erenice) und Giovanni Battista Tamburini (Gismondo). In den folgenden Jahren gab es weitere Produktionen in Florenz, Mailand, Palermo, Verona und Genua.
Pollarolos Musik ist nicht erhalten. Das Libretto wurde in den folgenden fünfzig Jahren vielfach neu vertont. In jüngerer Zeit wieder aufgeführt wurden die Fassung von Antonio Caldara (→ Venceslao (Caldara)) und das Pasticcio von Georg Friedrich Händel (→ Venceslao (Händel)).

## Vertonungen
Folgende Komponisten vertonten dieses Libretto:
| Komponist                                                                                          | Uraufführung                                    | Aufführungsort | Anmerkungen |  |
| -------------------------------------------------------------------------------------------------- | ----------------------------------------------- | -------------- | --- |  |
| Carlo Francesco Pollarolo                                                                          | 7. Februar 1703, Teatro San Giovanni Crisostomo | Venedig        | auch am 27.(?) Dezember 1703 im Teatro Cocomero in Florenz; am 19. Dezember 1705 im Teatro Regio Ducale in Mailand; 1708 im Teatro di Santa Cecilia in Palermo; 1708 in Verona; Frühjahr 1717 im Teatro Sant’Agostino in Genua |  |
| Giacomo Antonio Perti                                                                              | 19. Mai 1708, Teatro Malvezzi                   | Bologna        | als Il fratricida innocente |  |
| Luca Antonio Predieri                                                                              | 22. Mai 1713, Teatro Pubblico                   | Foligno        | als Il fratricida innocente |  |
| Francesco Mancini                                                                                  | 26. Dezember 1714, Teatro San Bartolomeo        | Neapel         | als Vincislao; am 2. Februar 1716 überarbeitet im Teatro Capranica in Rom |  |
| Anonym                                                                                             | 25. März 1717, King’s Theatre am Haymarket      | London         | als Vincislao, re di Polonia |  |
| Anonym                                                                                             | Karneval 1720, Teatro San Sebastiano            | Livorno        | als Vincislao |  |
| Giuseppe Boniventi                                                                                 | 26. Dezember 1720, Teatro Carignano             | Turin          | auch am 26. Dezember 1725 im Theater des Grafen Franz Anton von Sporck in Prag |  |
| Giovanni Porta (1. Akt), Antonio Pollarolo (2. und 3. Akt), Giovanni Maria Capelli (4. und 5. Akt) | 7. Februar 1722, Teatro San Giovanni Crisostomo | Venedig        | ohne Balletteinlagen; Musik nicht erhalten; auch um den 3. Februar 1723 im Teatro San Moisè in Venedig, Textvorlage für Georg Friedrich Händels 1731 zusammengestelltes Pasticcio; am 28. Dezember 1723 als Il fratricida innocente im Teatro Pubblico in Pesaro; am 26. Dezember 1735 mit Balletteinlagen im Teatro San Giovanni Crisostomo in Venedig, gewidmet dem Prinzen Joseph Friedrich von Sachsen-Hildburghausen, erhielt allgemeinen Applaus; |  |
| Giovanni Maria Capelli                                                                             | Frühjahr 1724, Teatro di Corte                  | Parma          | auch zur Messe 1733 in Crema |  |
| Anonym                                                                                             | 1725                                            | Krakau (?)     | |  |
| Pietro Torri                                                                                       | 12. Oktober 1725, Hoftheater                    | München        | Wiederaufnahme im Karneval 1731 |  |
| Antonio Caldara → Venceslao (Caldara)                                                              | 4. November 1725, Hoftheater                    | Wien           | zum Namenstag von Kaiser Karl VI.; Text von Zeno selbst gekürzt und an den höfischen Geschmack angepasst |  |
| Giovanni Porta                                                                                     | Karneval 1726, Teatro San Bartolomeo            | Neapel         | als La Lucinda fedele |  |
| Orazio Pollarolo                                                                                   | Karneval 1728, Teatro Arciducale                | Mantua         | auch 1729 in Brescia |  |
| Giuseppe Maria Orlandini                                                                           | 26. Dezember 1730, Teatro Cocomero              | Florenz        | als Il fratricida innocente |  |
| Georg Friedrich Händel → Venceslao (Händel)                                                        | 12. Januar 1731, King’s Theatre am Haymarket    | London         | Pasticcio mit Musik von Händel, Leonardo Vinci, Johann Adolph Hasse, Nicola Porpora u. a. |  |
| Anonym                                                                                             | 1737, Theater am Tummelplatz                    | Graz           | |  |
| Baldassare Galuppi                                                                                 | Karneval 1739, Teatro del Falcone               | Genua          | |  |
| Giovanni Verocai                                                                                   | Sommermesse 1739, Hoftheater                    | Braunschweig   | |  |
| Matteo Lucchini                                                                                    | Herbst 1739, Neues Taverna-Theater              | Brünn          | als Vincislao |  |
| Anonym                                                                                             | 27. Dezember 1741, Teatro della Pergola         | Florenz        | |  |
| Paolo Scalabrini                                                                                   | Sommer 1743, Theater im Ballhaus                | Linz           | Pasticcio; auch 1743 und 1744 im Theater am Gänsemarkt in Hamburg; am 1. Oktober 1747 im Reithaus in Leipzig; 1748 im Kongelige Teater in Kopenhagen |  |
| Georg Christoph Wagenseil                                                                          | 8. Dezember 1750, Schlosstheater Schönbrunn     | Wien           | als Vincislao; zum Namenstag von Kaiser Franz I. |  |
| Antonio Gaetano Pampani                                                                            | 10. Januar 1752, Teatro San Cassiano            | Venedig        | mit Balletteinlagen; Musik nicht erhalten |  |
| Gaetano Latilla                                                                                    | 26. August 1754                                 | Barcelona      | zum Namenstag von König Ferdinand VI.; auch Karneval 1754 im Teatro Sant’Agostino in Genua |  |

## Aufnahmen und Aufführungen in neuerer Zeit
- Antonio Caldara
  - 12. November 2023 – Martyna Pastuszka (Leitung und Violine), {Oh!} Orkiestra.
 Max Emanuel Cenčić (Venceslao), Nicholas Tamagna (Casimiro), Dennis Orellana (Alessandro), Suzanne Jerosme (Lucinda), Stefan Sbonnik (Ernando), Sonja Runje (Erenice), Pavel Kudinov (Gismondo).
 Konzertante Aufführung im Kulturzentrum Herne im Rahmen der Tage Alter Musik in Herne; Kooperation mit dem All’improvviso Festival Gliwice und Les Lumières e. V.
 Übertragung im Radio WDR 3.[6]
- Georg Friedrich Händel
  - 26. April 2019 – Leo Duarte (Dirigent), Opera Settecento.
 Nick Pritchard (Venceslao), Michał Czerniawski (Casimiro), Christopher Jacklin (Alessandro und Gismondo), Helen Charlston (Lucinda), Olivia Warburton (Ernando), Galina Averina (Erenice).
 Konzertante Aufführung in der St George’s Church, Hanover Square, London. Koproduktion mit den Händel-Festspielen Halle; dort am 16. Juni 2019 als deutsche Erstaufführung im Freylinghausen-Saal der Franckeschen Stiftungen.[7][31][32]

## Digitalisate
1. ↑  Carlo Francesco Pollarolo: Venceslao. Libretto (italienisch), Venedig 1703. Digitalisat im Internet Archive.
2. ↑  Giacomo Antonio Perti: Il fratricida innocente. Libretto (italienisch), Bologna 1708. Digitalisat im Internet Archive.
3. ↑  Luca Antonio Predieri: Il fratricida innocente. Libretto (italienisch), Foligno 1713. Digitalisat bei Google Books.
4. ↑  Francesco Mancini: Vincislao. Libretto (italienisch), Neapel 1714. Digitalisat im Corago-Informationssystem der Universität Bologna.
5. ↑  Francesco Mancini: Vincislao. Libretto (italienisch), Rom 1716. Digitalisat im Internet Archive.
6. ↑  Vincislao, Rè di Polonia. Libretto (italienisch/englisch), London 1717. Digitalisat.
7. ↑  Vincislao. Libretto (italienisch), Livorno 1720. Digitalisat der Biblioteca Nazionale Centrale di Firenze.
8. ↑  Giuseppe Boniventi: Venceslao. Libretto (italienisch), Turin 1720. Digitalisat der Library of Congress.
9. ↑  Giuseppe Boniventi: Venceslao. Libretto (italienisch/deutsch), Prag 1725. Digitalisat der Mährischen Landesbibliothek.
10. ↑  Giovanni Porta, Antonio Pollarolo und Giovanni Maria Capelli: Venceslao. Libretto (italienisch), Venedig 1722. Digitalisat bei Google Books.
11. ↑  Giovanni Porta, Antonio Pollarolo und Giovanni Maria Capelli: Venceslao. Libretto (italienisch), Venedig 1723. Digitalisat des Münchener Digitalisierungszentrums.
12. ↑  Giovanni Porta, Antonio Pollarolo und Giovanni Maria Capelli: Il fratricida innocente. Libretto (italienisch), Pesaro 1723. Digitalisat bei Google Books.
13. ↑  Giovanni Porta, Antonio Pollarolo und Giovanni Maria Capelli: Venceslao. Libretto (italienisch), Venedig 1735. Digitalisat des Museo internazionale e biblioteca della musica di Bologna.
14. ↑  Giovanni Maria Capelli: Venceslao. Libretto (italienisch), Parma 1724. Digitalisat im Internet Archive.
15. ↑  Venceslao (Torri, Pietro): Noten und Audiodateien im International Music Score Library Project.
16. ↑  Pietro Torri: Venceslao. Libretto (italienisch), München 1725. Digitalisat des Münchener Digitalisierungszentrums.
17. ↑  Pietro Torri: Venceslao. Libretto (italienisch), München 1731. Digitalisat des Münchener Digitalisierungszentrums.
18. ↑  Venceslao (Caldara, Antonio): Noten und Audiodateien im International Music Score Library Project.
19. ↑  Antonio Caldara: Venceslao. Libretto (italienisch), Wien 1725. Digitalisat der Jagiellonischen Bibliothek.
20. ↑  Giovanni Porta: La Lucinda fedele. Libretto (italienisch), Florenz 1726. Digitalisat im Portal Internet Culturale.
21. ↑  Orazio Pollarolo: Il Venceslao. Libretto (italienisch), Mantua 1728. Digitalisat der Biblioteca Nazionale Braidense.
22. ↑  Giuseppe Maria Orlandini: Il fratricida innocente. Libretto (italienisch), Florenz 1730. Digitalisat des Museo internazionale e biblioteca della musica di Bologna.
23. ↑  Baldassare Galuppi: Il Venceslao. Libretto (italienisch), Genua 1739. Digitalisat im Internet Archive.
24. ↑  Giovanni Verocai: Venceslao. Libretto (italienisch/deutsch), Braunschweig 1739. Digitalisat des Münchener Digitalisierungszentrums.
25. ↑  Venceslao. Libretto (italienisch), Florenz 1741. Digitalisat des Museo internazionale e biblioteca della musica di Bologna.
26. ↑  Paolo Scalabrini: Venceslao. Libretto (italienisch/deutsch), Linz 1743. Digitalisat der Staats- und Universitätsbibliothek Hamburg.
27. ↑  Paolo Scalabrini: Venceslao. Libretto (italienisch/deutsch), Hamburg 1744. Digitalisat des Münchener Digitalisierungszentrums.
28. ↑  Paolo Scalabrini: Venceslao. Libretto (italienisch/deutsch), Kopenhagen 1748. Digitalisat der Dänischen Königlichen Bibliothek.
29. ↑  Georg Christoph Wagenseil: Vincislao. Libretto (italienisch), Wien 1750. Digitalisat bei Google Books.
30. ↑  Venceslao (Pampani, Antonio Gaetano): Noten und Audiodateien im International Music Score Library Project.
31. ↑  Antonio Gaetano Pampani: Venceslao. Libretto (italienisch), Venedig 1752. Digitalisat der Library of Congress.
32. ↑  Gaetano Latilla: Il Venceslao. Libretto (italienisch/spanisch), Barcelona 1754. Digitalisat des Museo internazionale e biblioteca della musica di Bologna.